# Claude Durieux
 (mars 2016).
Si vous disposez d'ouvrages ou d'articles de référence ou si vous connaissez des sites web de qualité traitant du thème abordé ici, merci de compléter l'article en donnant les références utiles à sa vérifiabilité et en les liant à la section « Notes et références ».
Pour les articles homonymes, voir Durieux.
Claude Durieux, né le 1er mai 1920 à Paris et mort le 8 septembre 1995 à Aubenas, est un journaliste français. Collaborateur du quotidien Le Monde, il est secrétaire général de la Fédération française des sociétés de journalistes de 1974 à 1981, et du Syndicat national des journalistes de 1982 à 1984.

## Biographie
Fils d’un manœuvre, Claude Durieux fait des études secondaires et techniques. Réfractaire au STO, il devient en novembre 1943 un salarié permanent de la Jeunesse ouvrière chrétienne (JOC) en région parisienne, réduit à la semi-clandestinité mais poursuivant son action sous couvert d’activités catholiques.
Il commence à travailler comme secrétaire de rédaction et chroniqueur sportif pour Jeunesse ouvrière, l’hebdomadaire de la JOC, pour laquelle travaille aussi Madeleine Chamboredon, rédactrice en chef du magazine Sillage, qu’il épouse le 9 août 1945 au Chesnay. Tous deux s’engagent au Mouvement populaire des familles (MPF) et à son journal, Monde ouvrier. Ensuite, il travaille de 1950 à 1956 pour Témoignage chrétien, dirigé par l’ancien responsable de la Jeunesse ouvrière chrétienne parisienne, Georges Montaron.
Claude Durieux entre au quotidien Le Monde comme secrétaire de rédaction en 1956 et y reste jusqu’à son départ à la retraite en 1985, avec en particulier une longue expérience de responsable de la rubrique radio-télévision, poste duquel il suit de près les ingérences des gouvernements dans l’information à l’ORTF, dont il analyse les implications financières et organisationnelles, dans un article de juin 1968.
C’est à partir de cette date qu’il s’investit dans le mouvement, en pleine émergence, des sociétés des rédacteurs. Il est administrateur puis vice-président, de 1968 à 1970, de la société des rédacteurs du Monde, qu’il représente à la Fédération française des sociétés de journalistes, dont il est le secrétaire général de 1974 à 1981. Pendant cette période, le syndicat national des journalistes (SNJ) l’élit à son bureau national en 1979. Il devient co-secrétaire général de 1980 à 1982, premier secrétaire général de 1982 à 1984, puis de nouveau co-secrétaire général jusqu'en 1990. C’est à ce titre qu’il est désigné membre de la commission consultative des radios locales et de la télédistribution privée (1982-1986), puis administrateur de Radio-France en 1983. À la même époque, il est à deux reprises (1982-1983 et 1986-1987) président de l’Union nationale des syndicats de journalistes (UNSJ).
Dans le Rapport Durieux du SNJ sur les sociétés de rédacteurs, rédigé en 1990, il se montre critique sur l’évolution du mouvement qu’il avait animé quinze ans plus tôt. « Des sociétés de journalistes sans pouvoirs réels ne sont que faux-semblants dont se servent certains directeurs de journaux pour détourner leurs collaborateurs des syndicats. Les sociétés de journalistes ne sont que trompe-l’œil et sympathique utopie », écrit-il.
Parallèlement, Claude Durieux assure la présidence de la Commission de la carte d’identité des journalistes professionnels à quatre reprises entre 1987 et 1995. Sa présidence est marquée par une première? le vote à l'unanimité par les membres de la commission de l’appel du 4 février 1992, lancé aux 27 000 journalistes titulaires de la carte de presse en France, afin d’éviter la « cascade de dérapages » risquant d’affecter leur crédibilité. Cet appel suscite la critique de plusieurs éditeurs de presse, dont celle de Jean Miot, directeur délégué du Figaro et président du Syndicat de la presse parisienne (SPP).

## Sources
- Manuel Lucbert, « Claude Durieux Un journaliste-citoyen », Le Monde, 16 septembre 1995